# Mísia
Mísia, artiestennaam van Susana Maria Alfonso de Aguiar (Porto, 18 juni 1955 – Lissabon, 27 juli 2024), was een Portugese zangeres. Ze was een van de prominentste vertolkers van de fado.

## Biografie en werk
Susana Maria Alfonso de Aguiar werd geboren als dochter van een Portugese vader en een Catalaanse moeder. Ze bracht haar jeugd door in haar geboortestad Porto, waar ze ook voor het eerst optrad in fado-gelegenheden. Via Barcelona en de Spaanse hoofdstad Madrid kwam ze vervolgens in de Portugese hoofdstad Lissabon terecht.
Mísia bracht haar eerste plaat uit in 1990. Als zangeres ontwikkelde ze een nieuwe stijl in de Portugese muziek. Ze vernieuwde de traditionele fado, zoals bekend van Amália Rodrigues en anderen. Zo voegde ze aan de traditionele fado-instrumenten basgitaar, klassieke gitaar en de Portugese gitaar of guitarra andere instrumenten toe, met name accordeon, viool en piano. De teksten van haar nummers zijn in veel gevallen afkomstig van beroemde Portugese dichters zoals Fernando Pessoa en José Saramago, waarbij het onderwerp dikwijls het door haar geliefde Lissabon is.
Mísia overleed op 27 juli 2024 op 69-jarige leeftijd.

## Discografie

### Overzicht
- 1991 - Mísia
- 1993 - Fado
- 1995 - Tanto menos, tanto mais
- 1998 - Garras dos Sentidos
- 1999 - Paixões Diagonais
- 2001 - Ritual
- 2003 - Canto (met composities van Carlos Paredes)
- 2005 - Drama Box
- 2009 - Ruas
- 2011 - Senhora da noite
- 2013 - Delikatessen Café Concerto
- 2013 - Mediterraneo met L'Arpeggiata
- 2015 - Para Amália
- 2016 - Do Primeiro Fado Ao Último Tango
- 2019 - Pura Vida (Banda Sonora)
- 2022 - Animal Sentimental

### Garras dos Sentidos
Garras dos Sentidos (Klauwen van de Zintuigen) uit 1998 is vernieuwend door de voor de fado nieuwe combinatie van accordeon, viool en piano. Het album was in geheel Europa een succes. Verder betekende het album Mísia haar eerste geslaagde uitgave in de VS. In totaal verkocht de zangeres 250.000 exemplaren van Garras dos Sentidos.

### Ruas
Ruas (Straten) is een ode aan Lissabon. Het werk bestaat uit twee delen. Het eerste deel heet Lisboarium. Het vindt zijn oorsprong tijdens een verblijf in Parijs in 2005 en verhaalt over een imaginaire reis door Lissabon. De muziek beperkt zich niet tot fado.
Het tweede deel van Ruas heet Tourists. De titel refereert aan artiesten, uit andere straten of culturen, die naar de mening van Mísia een "fado-ziel" hebben.

### Senhora da noite
Na Ruas was Senhora da noite (Dame van de nacht) het volgende project. Een aantal nummers werd op verzoek van Mísia gecreëerd door fado-artiesten. De teksten van de nummers zijn alle geschreven door vrouwelijke dichters. Ook heeft ze zelf de tekst van een nummer geschreven, Manto da Rainha (Mantel van de Koningin), een term uit de handlijnkunde.

## Prijzen en onderscheidingen
- Amália Award in de categorie International Disclosure Award - Portugal, 2012
- Orde van Verdienste van de Portugese regering - Portugal, 2005
- Grote Medaille van Goud van de Stad Parijs door de Burgemeester van Parijs - Frankrijk, 2004
- Ridder in de Orde van de Kunsten en de Letteren door de Franse regering - Frankrijk, 2004
- Prijs van de Duitse Grammofoonplatenkritiek - Duitsland, 2003
- Zilveren plaat van de Portugese platenindustrie voor "Garras dos Sentidos" - Portugal, 1999
- "Choc de la Musique" door "Le Monde de la Musique" voor "Garras dos Sentidos" - Frankrijk, 1998
- Een van de 100 beste platen van de twintigste eeuw door Público voor "Garras dos Sentidos" - Portugal, 1998
- Grote Prijs van de Plaat door de Academie Charles Cros voor "Tanto menos Tanto mais" - Frankrijk, 1995
- Een van de beste platen van het jaar door de Franse kranten Le Monde, L'Express et Libération voor "Tanto menos Tanto mais" - Frankrijk, 1995

- Biblioteca Nacional de España: XX1341716
- Bibliothèque nationale de France: cb140143628 (data)
- Gemeinsame Normdatei: 133395545
- International Standard Name Identifier: 0000 0000 6654 6234
- Library of Congress Control Number: no2003033708
- MusicBrainz: f076d8ba-5782-4016-ae6e-83fae7e45139
- Réseau des bibliothèques de Suisse occidentale: 02-A003626404
- Système universitaire de documentation: 121681475
- Virtual International Authority File: 49420539
- WorldCat: E39PBJxhtcxPGfqKhB4TdcDTHC